# Bystřice pod Hostýnem
Bystřice pod Hostýnem är en stad i Tjeckien. Den är belägen i regionen Zlín, i den östra delen av landet, 250 km öster om huvudstaden Prag. Bystřice pod Hostýnem ligger 320 meter över havet och antalet invånare är 7 984.